# Cheongbuk-eup
Cheongbuk-eup (koreanska: 청북읍) är en köping i den nordvästra delen av Sydkorea, 60 km söder om huvudstaden Seoul. Den ligger i kommunen Pyeongtaek i provinsen Gyeonggi. Cheongbuk var tidigare en socken (Cheongbuk-myeon), men fick 2016 status som köping (Cheongbuk-eup).